# Фредрикссон, Тобиас
Тобиас Фредрикссон (швед. Thobias Fredriksson; род. 4 апреля 1975, Дальс-Росток, Эльвсборг) — шведский лыжник, олимпийский чемпион 2006, чемпион мира.

## Спортивная карьера
Наибольшего успеха Тобиас Фредрикссон добился на Олимпиаде 2006 года в Турине, где он стал олимпийским чемпионом в командном спринте вместе с Бьёрном Линдом, а также получил бронзовую медаль в индивидуальном спринте. Принимал участие в Олимпиаде 2002 года в Солт-Лейк-Сити — 17 место в индивидуальном спринте.
На чемпионатах мира завоевал золотую медаль в индивидуальном спринте свободным стилем в 2003 и выиграл бронзу в этой же дисциплине только классикой в 2005 году.
В сезонах 2002-2003 и 2003-2004 годов Тобиас Фредрикссон выигрывал спринтерский зачёт Кубка мира. Всего на его счету 5 побед в индивидуальном спринте и 2 - в командном на этапах Кубка мира.
Родной брат известного профессионального лыжника Матиаса Фредрикссона.

## Награды
- Королевская медаль Его Величества за заслуги перед шведским спортом (28 января 2025 года)[2]